# Clean House
Clean House (engl. für „sauberes Haus“) ist eine Reality Show (Makeover Show) des amerikanischen Fernsehens. Thema der Show ist der Einsatz eines Aufräum- und Inneneinrichtungteams im Haushalt einer Familie, die mit der Unordnung und dem angesammelten Trödel in ihrem Zuhause nicht mehr fertig wird.
Die Show, deren einzelne Episoden ca. 45 Minuten lang sind, wird von dem in Los Angeles ansässigen Kabelfernsehunternehmen The Style Network produziert und seit dem 3. September 2003 ausgestrahlt.

## Handlung und Darsteller
Gastgeberin der Show ist die Komikerin Niecy Nash, die dem amerikanischen Fernsehpublikum aus der Comedy-Serie Reno 911! bekannt ist. Die Mitglieder ihres Teams sind der „Design-Guru“ Mark Brunetz, die „Yard Sale Diva“ Trish Suhr und der „Go-to-Guy“ (Handwerker) Matt Iseman.
Jede Show beginnt mit dem Besuch des Teams bei einer Familie, die die Ordnung in ihrem Haushalt nicht mehr im Griff und in Haus und Garage erdrückende Mengen von Trödel angesammelt hat. In der ersten Phase der Aufräumaktion geht es darum, diejenigen Dinge auszusortieren, die nicht mehr benötigt werden und verkauft werden sollen, um Platz zu schaffen und um das Geld für die Neugestaltung der bisher unordentlichsten Räume aufzutreiben. Zu den immer wiederkehrenden Station der Show gehört dabei der Widerstand der Familienmitglieder, die sich von ihren lieb gewordenen unnützen Dingen zunächst nicht trennen wollen. Die zweite Phase ist der Yard Sale (in Deutschland eher unter der Bezeichnung Garage Sale bekannt), bei dem vor dem Haus wie auf einem privaten Flohmarkt die ausrangierten Gegenstände verkauft werden. Was als unverkäuflich übrig bleibt, wird von einer Wohlfahrtsorganisation abgeholt. In der dritten Phase werden ausgewählte Räume renoviert und neu gestaltet. Den Abschluss jeder Episode bildet der Empfang der Familienmitglieder im fertig aufgeräumten Haus, das sie während der Arbeiten nicht haben sehen dürfen.
Die Psychopathologie („Messie-Syndrom“), die für die Betroffenen offensichtlich charakteristisch ist, wird in der Show grundsätzlich nicht explizit besprochen.

## Thematisch verwandte Shows
Home Renovation Shows und Home Makeover Shows, bei denen ein Zuhause neu gestaltet wird, sind in den USA äußerst beliebt. In dieses Genre fallen z. B. folgende Shows:
- Trading Spaces (TLC, seit 2000)
- While You Were Out (TLC, 2002–2006)
- Extreme Makeover: Home Edition (ABC, seit 2003)
- Make Room for Baby (Discovery Channel, seit 2003)
- Queer Eye (Bravo, 2003–2007)

Spezifisch mit unaufgeräumten Haushalten beschäftigen sich die Shows:
- Clean Sweep (TLC, 2003–2005)
- Clean House Comes Clean (seit 2007, mit nicht verwendetem Filmmaterial aus Clean House)